# 2015-ös robbantások a szanaai mecseteknél
A 2015-ös robbantások a szanaai mecseteknél négy öngyilkos robbantás volt Jemen fővárosában, Szanaában 2015. március 20-án.

## A támadás
A deli ima alatt öngyilkosok robbantották fel magukat Szanaa Badr és Hashoosh mecseteinél. A robbanásokban 142 ember meghalt és több mint 351 megsebesült, ezzel ez lett Jemen történelmének addigi legsúlyosabb terrorista támadása. Az egyik öngyilkos merénylő a Badr mecset bejárata előtt robbantotta fel magát, mikor a hadsereg gárdistái elfogták. A második merénylő a mecsetből menekülő tömegben végzett magával. Másik két merénylő a Hashahush mecsetnél robbantott.
A célpontba vett mecsetek a síita iszlám zaidita ágának a húti részéhez tartoztak. Miután előző év végén Szanaát elfoglalták, 2015. elején a hútik eltávolították a jemeni kormányt,

## Felelősség
A támadásokért az ISIL vállalta magára a felelősséget. Egy a csoport által nyilvánosságra hozott felvételen ezt mondták: "az ISIS katonái addig nem nyugszanak, míg meg nem állítják a szafavidák [irániak] jemeni tevékenykedését.”
A Brookings Institutionnél dolgozó Bruce Riedel szerint sokkal valószínűbb, hogy a robbantások az al-Káida arab-félszigeti ága kivitelezte. Az al-Káida ezt visszautasította, és felidézték Ayman al-Zawahiri utasítását, miszerint mecsetek és vásárok környékén tilos robbantaniuk. Ha a merényletek valóban az ISIL nevéhez fűződtek, akkor ez volt a szervezet első robbantása az országban.

## Reakciók
Az Egyesült államok Külügyminisztériuma a katonai műveletek befejezésére szójította fel a feleket, és a diplomáciai megoldást sürgette. Pan Gimun, az Egyesült Nemzetek Szervezetének főtitkára azt követelte, hogy minden érintett fél "azonnal szüntessen be minden erőszakos cselekedet, és tanúsítson maximális önuralmat."
Március 13-án az Iráni Vöröskereszt 13 tonnányi humanitárius segélyével megpakolva ért földet Szanaában a Mahan Air egy Airbus 310-es gépe. A géppel visszafelé a merénylet 52 sérültjét vitték át Teheránba, ahol gyógykezelték őket.